# Luzaide
Luzaide (baskiska) eller Valcarlos (spanska), officiellt Luzaide/Valcarlos, är en kommun i Spanien.   Den ligger i provinsen och regionen Navarra, i den nordöstra delen av landet, 400 km nordost om huvudstaden Madrid. Antalet invånare är 406. Arean är 45 kvadratkilometer.